# Communauté de communes de la Vallée de l’Albarine
Die Communauté de communes de la Vallée de l’Albarine ist ein ehemaliger französischer Gemeindeverband mit Rechtsform einer Communauté de communes im Département Ain, dessen Verwaltungssitz sich in der Stadt Saint-Rambert-en-Bugey befand. Sein Gebiet umfasste einen Abschnitt der Cluse des Hôpitaux, ein Jura-Quertal, in das sich der Fluss Albarine tief eingeschnitten hat.
Der Gemeindeverband bestand aus 12 Gemeinden (Stand: 2015) und zählte 5447 Einwohner (Stand 2013) auf einer Fläche von 141,7 km2. Sein Zuschnitt entsprach genau dem des ehemaligen Kantons Saint-Rambert-en-Bugey.

## Geschichte
Die Zusammenarbeit zwischen den Gemeinden begann mit einem Zweckverband zur Abfallentsorgung, der 1991 zu einem district de la vallée de l’Albarine erweitert wurde, der Vorgängerform heutiger Gemeindeverbände. Dieser wurde zum Jahreswechsel 2001/2002 in die communauté de communes umgewandelt.
Mit Wirkung vom 1. Januar 2017 wurde der Gemeindeverband aufgelöst und die Mitgliedsgemeinden auf die Communauté de communes de la Plaine de l’Ain und Communauté de communes du Plateau d’Hauteville aufgeteilt.

## Aufgaben
Zusätzlich zu den vorgeschriebenen Kompetenzen im Bereich Wirtschaft, Tourismus und Raumplanung übernimmt der Gemeindeverband außerdem die Abfallwirtschaft, Sporteinrichtungen sowie den Umweltschutz und betreibt eine Kindertagesstätte.

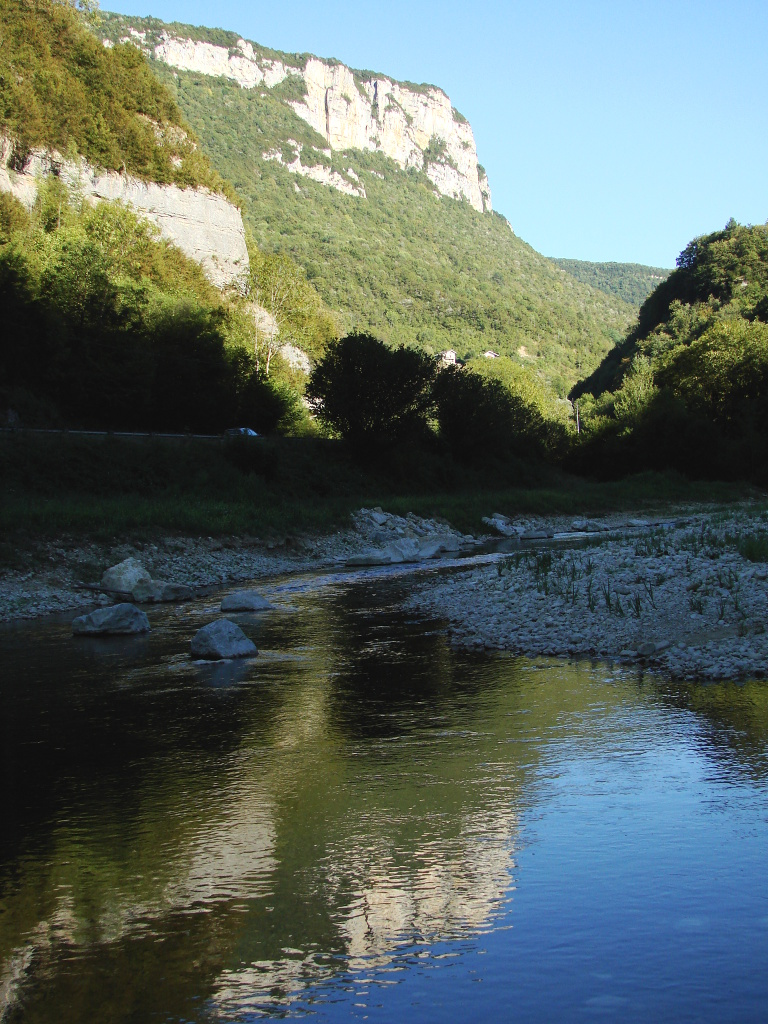
Das Tal der Albarine unterhalb von Argis

## Ehemalige Mitgliedsgemeinden
Folgende 12 Gemeinden gehörten der Communauté de communes de la Vallée de l’Albarine an:
1. Arandas
2. Argis
3. Chaley
4. Cleyzieu
5. Conand
6. Évosges
7. Hostiaz
8. Nivollet-Montgriffon
9. Oncieu
10. Saint-Rambert-en-Bugey
11. Tenay
12. Torcieu